# دي آر 3
دي آر 3 (DR3) هي قناة تلفزيونية وطنية دنماركية، أنتجتها وتديرها هيئة الإذاعة العامة دي آر. وتركز القناة بشكل رئيسي على الرياضة والفكاهة والعلوم والموسيقى والوثائقية والخيال. تم إطلاق القناة في 28 يناير 2013 محل قناة دي آر إتش دي. يتم توجيه برمجة دي آر 3 إلى الشبان والشباب البالغين الذين تتراوح أعمارهم بين 15 و 39 سنة.